# Paul Perrochaud
Paul Perrochaud (1816-1879), dit docteur Perrochaud, est un médecin français qui est l'un des acteurs à l'origine du développement des traitements et cures marines pour diverses carences et maladies comme la tuberculose. 
Localement, il est également considéré comme étant à l'origine du développement de la commune du fait de son action dans la création de l'hôpital maritime de Berck.

## Biographie

### Enfance, formation et famille
Paul Henry Antoine Perrochaud est né le 13 juin 1816 à Ambleteuse dans le département du Pas-de-Calais. Ses parents sont Augustin Pierre Joseph Perrochaud (1773-1840), un ancien intendant aux armées sans fortune, et Marie Antoinette Mauduit (1786-1864), domiciliés sur la commune. Il commence sa scolarité par l'institution de Monseigneur Haffreingue à Boulogne-sur-Mer, puis va au collège d'Abbeville avant d'aller à Paris en 1836, pour y faire ses études de médecine. Il y est logé dans la chambre de son frère Pierre-Joseph, interne à la Salpêtrière. Il fait son internat à Blois, où il sauve un enfant de la noyade en 1842, et il devient docteur en médecine en 1843.
De retour dans le Pas-de-Calais, il s'installe comme médecin à Montreuil-sur-Mer. Son père étant décédé le 20 mai 1840 sa mère le rejoint à son domicile au no 260, de la place Darnétal. Il a 28 ans lorsqu'il se marie, le 11 décembre 1844, avec Clémence Mathorez, âgée de 16 ans (orpheline), la jeune belle-sœur de son frère ainé Pierre-Joseph (1812-1884), installé médecin à Boulogne-sur-Mer. 
De ce mariage vont naître quatre enfants : Paul Auguste Joseph Clément (1845-1849), Clémence Marie Pauline Amélie (1847-1892) qui se marie le 7 septembre 1864 avec Pierre Joseph Henri Cazin (1836-1891), Joseph (1850-1854) et Paul Joseph Auguste Georges (1856-?), dont le fils Georges Perrochaud décède en février 1923 des suites d'une scarlatine attrapée en soignant un enfant malade pendant son service d'interne des hôpitaux de Paris à l'hôpital Bretonneau.

### Médecin de Montreuil-sur-Mer
En 1843, Paul Perrochaud devient médecin légiste et en 1844 médecin adjoint de l'hôpital civil de Montreuil et par ailleurs médecin bénévole de la salle d'asile et du bureau de bienfaisance de la même commune. En 1849, il reçoit une médaille d'argent de la part des « pauvres reconnaissants » pour ses services gratuits pendant l'épidémie de choléra et, le 31 décembre dans le prolongement de cette reconnaissance locale, il est fait chevalier de la Légion d'Honneur.

### Médecin de l'Assistance publique de Paris
En 1850 il est nommé médecin inspecteur, de l'Assistance publique de Paris, des enfants assisté de l'arrondissement de la commune de Montreuil. il suit les jeunes parisiens placés dans des familles d'accueil. Ses observations l'amènent, vers 1854, à s'interroger sur l'influence de l'environnement marin dans les améliorations sensibles qu'il constate chez ceux en séjour au plus proche des dunes et de la mer, notamment chez Marie-Anne Duhamel, dite veuve Duhamel, à Groffliers. À partir de ce moment il va, en lien avec son inspecteur divisionnaire l'instituteur Jules Frères, et en relation constante avec son administration de l'Assistance publique, faire des essais de traitement marin avec des jeunes scorfuleux. Ce qui l'amènera, à parfaire l'expérience, d'abord à Groffliers chez la veuve Duhamel, puis chez Marie-Anne Brillard, surnommée « Marianne-toute-seule », qui dispose d'une petite maison isolée en bordure de la plage de Berck, puis à être à l'origine d'un essai de plus grande taille effectué dans un hôpital provisoire en bois, de 100 lits, dessiné et construit par l'architecte Émile Lavezzari pour l'Assistance publique, et ouvert en 1861. Il est le médecin-chef de cette expérience qui au bout de quelques années conforte son administration dans le bien fondé de créer un hôpital en dur de 500 lits ce qui est l'acte de naissance de l'hôpital Napoléon, qui sera renommé Hôpital maritime en 1870. Il en est également le premier médecin-chef, à son ouverture en 1869, avant de laisser sa place à son gendre quand la fatigue due à la maladie ne lui permettra plus d'exercer,.

### Décès et obsèques
Aboutissement d'une longue maladie, il meurt le 23 octobre 1879, dans son chalet de la plage, à Berck. 
Ce décès provoque une importante émotion dans la commune et au-delà. La cérémonie mortuaire regroupe une foule importante, son cercueil est porté de la maison mortuaire jusqu'à l'entrée de la chapelle de l'hôpital maritime par les employés de l'établissement alors que des personnalités de Berck, Montreuil et Boulogne participent en tenant le coussin et les coins du voile mortuaire. Le cortège se forme derrière les membres de sa famille, dont notamment son gendre Henri Cazin qui a pris sa suite comme médecin-chef de l'hôpital, ensuite suivent : des médecins, des représentants des congrégations, des jeunes patients et nombre d'habitants de la commune. La marche s'effectue au milieu d'une haie d'honneur faite par les membres des corps des douaniers et des pompiers, jusqu'à l'estrade temporaire, disposée face à la mer devant la chapelle, où est déposé le cercueil. Des hommages sont prononcés par M. Lacaux, le directeur, et Gaston Houzel, un ancien élève. Puis c'est un jeune patient de 15 ans prêt à repartir dans sa famille, guéri d'une « coxalgie » rebelle, qui prit la parole. Il est ensuite transporté à la gare de Rang-du-Fliers - Verton, pour être inhumé au cimetière d'Outreau.
La sépulture de la famille Perrochaud, située au cimetière de l'église Saint-Wandrille, dispose d'un buste, portrait de Paul Perrochaud, en calcaire et bronze, dû à Georges Tattegrain.

## Distinctions
- En 1849 : médaille d'argent, des « pauvres reconnaissants », pour son action durant l'épidémie de choléra de cette même année.
- Le 31 décembre 1849 : chevalier de la Légion d'Honneur pour son action durant l'épidémie de choléra.
- En 1866 : médaille d'or de l'académie de médecine pour son action durant l'épidémie de choléra de cette même année.
- En 1867 : médaille de bronze de l'académie de médecine pour le service des épidémies.
- En juin 1872 : promu officier de la Légion d'Honneur pour l'ensemble de ses actions pendant trente années comme médecin.

## Publication
- Le Rachitisme à Berck-sur-Mer, Boulogne-sur-Mer, Imprimerie Veuve Charles Aigre, 1877, 27 p. (lire en ligne).
  - Le Rachitisme à Berck-sur-Mer, Hachette/BNF, coll. « Livres réimprimés à la demande : Médecine », 2013, 34 p. (EAN 9782012895195, présentation en ligne).